# Aboncourt (Meurthe-et-Moselle)
Aboncourt é uma comuna francesa na região administrativa de Grande Leste, no departamento de Meurthe-et-Moselle. Estende-se por uma área de 6,93 km². Em 2010 a comuna tinha 103 habitantes (densidade: 14,9 hab./km²).